# Tanganoides mcpartlan
Tanganoides mcpartlan är en spindelart som först beskrevs av Davies 2003.  Tanganoides mcpartlan ingår i släktet Tanganoides och familjen Amphinectidae.
Artens utbredningsområde är Tasmanien. Inga underarter finns listade i Catalogue of Life.